# Джакомо Лаурі-Вольпі
Джакомо Лаурі-Вольпі (італ. Giacomo Lauri-Volpi; 11 грудня 1892, Ланувіо, Італія — 17 березня 1979, Бурхасот, Італія) — італійський співак, лірико-драматичний тенор з винятковим діапазоном голосу та видатною співочою технікою. При розквіті творчості співав по всій Європі й Америці. Кар'єра тривала 40 років.

## Кар'єра й оцінка
Джакомо Лаурі-Вольпі народився в Ланувіо, Італія, осиротів в 11 років. Здобувши середню освіту в семінарії в Альбано й закінчивши Римський університет ла Сапієнца почав працювати над своїм вокалом під керівництвом великого баритона XIX століття Антоніо Котоньї в національній академії Санта-Чечілія в Римі.
Джакомо вимушений був відкласти свою співочу кар'єру, що тільки почалася, в зв'язку з початком 1914 року Першої світової війни протягом якої він служив в Італійських збройних силах. По закінченні війни він успішно дебютував на оперній сцені в ролі Артуро в опері Вінченцо Белліні Пурітане в місті Вітербо в Італії 2 вересня 1919 року під іменем Джакомо Рубіні, на честь улюбленого тенора Белліні, Джованні Батіста Рубіні. Чотири місяці по тому 3 січня 1920 року він знов успішно виступив у Римському оперному театрі, цього разу зігравши під своїм ім'ям разом із Розіною Сторкіо та Еціо Пінца в опері Манон Жуля Массне.
Лаурі-Вольпі набув широку відомість завдяки своїм виступам у найзнаменитішому оперному театрі Італії, міланському Ла Скала, в міжвоєнний період. Вершина його кар'єри припала на 1929 рік, коли йому запропонували заспівати партію Арнольдо в Ла Скала в постановці на честь столітнього ювілею опери Россіні Вільгельм Телль.
Він був також одним з провідних тенорів нью-йоркської Метрополітен-опера з 1923 по 1933 рік давши там у цілому 232 виступи. Упродовж цих десяти років Лаурі-Вольпі співав з Марією Єріца в американській прем'єрі опери Турандот Пуччіні і з Розою Понсель у нью-йоркській прем'єрі опери Луїза Міллер Верді. Проте його кар'єра в Метрополітен-опера була достроково припинена через суперечку з керівництвом театру. Керівництво хотіло скоротити зарплату тенора, щоби допомогти театру впоратись з економічними труднощами, що їх спричинила Велика депресія, але Лаурі-Вольпі відмовився співпрацювати, покинув Нью-Йорк і повернувся в Італію.
З-поміж найбільш уславлених виступів Лаурі-Вольпі за межами Італії зокрема є два сезони в Королівському театрі в Ковент-Гардені у 1925 й 1936 роках. До останньої дати співак значно розширив свій репертуар, поступово перейшовши від ліричних ролей до більш напружених драматичних партій. Проте в наступному десятилітті його голос став проявляти перші ознаки зносу, втрачаючи однорідність. На щастя, його захопливі верхні ноти залишались недоторканими аж до початку 1950-х.
Під час Другої світової війни, Лаурі-Вольпі заснувався в Італії, його співом захоплювався диктатор Беніто Муссоліні. Його останній публічний виступ відбувся 1959 року, в ролі Манріко, в опері Верді Трубадур у Римі.
У розпал своєї слави, коли його голос, яскравий, гнучкий і дзвінкий, був бездоганним інструментом, Лаурі-Вольпі записав певну кількість оперних арій і дуетів для європейських та американських грамофонних компаній. Він мав легкі й проникні високі ноти та мерехтливе вібрато, завдяки чому його голос став пізнаваним як у запису так і на сцені.
Лаурі-Вольпі зіграв у багатьох ролях, зокрема Артуро (в опері Белліні Пуритане) і Отелло (в однойменній опері Джузеппе Верді). Отак, він зміцнив свої позиції як одного з найбільших оперних співаків 20-го століття, зазнаючи попри це серйозної конкуренції з боку уславлених на той час середземноморських тенорів, серед яких Беньяміно Джильї, Джованні Мартінеллі, Ауреліано Пертіле, Франческо Мерлі, Гальяно Масіні, Тіто Скіпа, Антоніо Кортіс і Ренато Занеллі.
Лаурі-Вольпі був культурною, інтелігентною людиною з вогненним темпераментом і твердими переконаннями. Після Другої світової війни він переїхав до Іспанії й помер 17 березня 1979 року в Бурхасоті, неподалік від Валенсії, у віці 86 років.

## Записи і твори
У 1920—1930-х роках Джакомо Лаурі-Вольпі зробив низку записів оперних арій на грамофонні платівки для таких компаній: Fonotipia, Brunswick, Victor і HMV. Вважається, що найкращі записи були зроблені для компаній Victor і HMV, тепер вони легко доступні на перевиданнях CD. 1947 року він записав в Італії серію розширених сцен з Ріголетто . Згодом, у 1950 році він брав участь у записі деяких повних опер. Серед них:
- Богема і Луїза Міллер (записано 1951 року);
- Трубадур і Фаворитка (1954);
- Гугеноти

1974 року у 81-річному віці, Лаурі-Вольпі випустив останній сольний запис. Збереглися кадри його виступу на кінохроніці, також він зіграв самого себе в італійському фільмі «Пісня сонця» (La Canzone del Sole).
Лаурі-Вольпі написав кілька книг. Найбільш відома з них «Вокальні паралелі» — де показує аналіз багатьох співаків та їхніх вокальних технік.